# Musashi no Ken
Musashi no Ken (яп. 六三四の剣 Мусаси но Кэн) — японская манга о кэндо, автором и иллюстратором которой является Мотока Мураками. Публиковалась издательством Shogakukan в журнале Shōnen Sunday с апреля 1981 года по октябрь 1985 года. В 1984 году манга получила премию Shogakukan, как лучшее сэйнэн-произведение года.
По мотивам манги студией Eiken был создан аниме-сериал, включающий в себя 72 серии. Транслировался по телеканалу TV Tokyo с 18 апреля 1985 года по сентябрь 1986 года. По мотивам манги также была выпущена видео-игра для платформы NES — Musashi no Ken - Tadaima Shugyō Chu (яп. 六三四の剣 ただいま修行中), также известная как 634 Sword. Игра была разработана компанией Taito Corporation и выпущена 8 августа 1986 года.

## Манга
Изначально манга выпускалась с апреля 1981 года по октябрь 1985 года. 
Отдельные главы манги были собраны в кандзэбан, который был выпущен издательством Shogakukan в ноябре 1981 года. Манга в первый раз перевыпускалась в 11 томах с марта 1992 года по январь 1994 года, второй раз в 10 томах — с ноября 2000 по июль 2001 года.

## Сюжет
Сюжет разворачивается вокруг молодого и трудолюбивого мальчика Мусаси, который мечтает стать чемпионом по кэндо, по мере развития сюжета он взрослеет и в конце концов достигает своей заветной цели.

## Роли озвучивали
- Юрико Футидзаки — Мусаси Нацуки
- Кан Токумару — Эйитиро Нацуки
- Рихоко Ёсида — Каё Нацуки
- Сатоко Кито — Дзюити
- Дзюньити Сугавара — Ивао Ойси
- Норио Вакамото — Кунихико Тодо